# Fern Fitzgerald
Fern Fitzgerald, född 7 januari 1947 i New York, är en amerikansk skådespelare. Hon är mest känd för sin roll som den tuffa affärskvinnan Marilee Stone i Dallas. Hon var gästskådespelare under alla 14 säsonger.
Fitzgerald började sin karriär i såpoperan All My Children 1978. Hon har även medverkat i Hotellet, Par i hjärter och Seinfeld.